# 博瓦
博瓦（法語：Beauvois，法語發音：[bovwa]）是法国上法蘭西大區加来海峡省的一个市镇，属于阿拉斯区。

## 地理
博瓦（50°22'29"N, 2°14'2"E）面积2.68 平方千米，位于法国上法蘭西大區加来海峡省，该省份为法国北部沿海省份，西北濒北海，南至索姆省，东临北部省。
与博瓦接壤的市镇（或旧市镇、城区）包括：皮埃尔蒙、于米耶尔、厄夫昂泰尔努瓦、锡拉库尔、克鲁瓦昂泰尔努瓦。

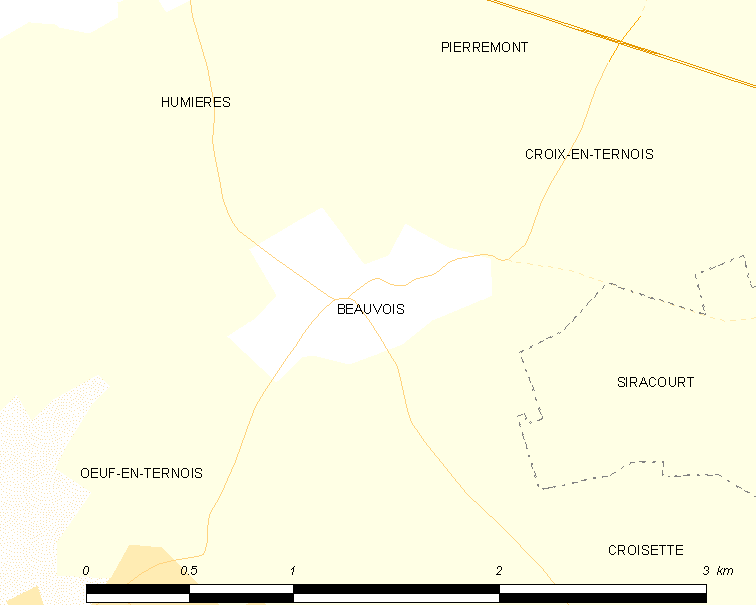
博瓦的OSM定位图

博瓦的时区为UTC+01:00、UTC+02:00（夏令时）。

## 行政
博瓦的邮政编码为62130，INSEE市镇编码为62101。

## 政治
博瓦所属的省级选区为泰努瓦斯河畔圣波勒县。

## 人口

1962-2008年间博瓦人口变化图示

博瓦于2022年1月1日时的人口数量为133人。